# 板村智幸
板村 智幸（いたむら ともゆき）は、日本のアニメーター、アニメーション演出家、アニメーション監督。

## 経歴
オー・エル・エムにアニメーターとして入社。動画マンとして仕事をしていたが演出家に転身して退社し、近年はシャフト制作作品において多くの作品の演出に携わる。
2011年の話題作となった『魔法少女まどか☆マギカ』では正統派魔法少女をイメージさせるかわいらしいオープニングアニメーションの制作を担当した。

## 作品リスト

### テレビアニメ
2002年
- ポケットモンスター サイドストーリー（-2004年、動画）
- ポケットモンスター アドバンスジェネレーション（-2006年、動画）

2005年
- タイドライン・ブルー（動画）
- 強殖装甲ガイバー（-2006年、動画）
- ToHeart2（-2006年、動画）

2006年
- うたわれるもの（動画）
- RAY THE ANIMATION（絵コンテ）
- ポケットモンスター ダイヤモンド&パール（-2010年、動画）

2007年
- デルトラクエスト（-2008年、動画）
- さよなら絶望先生（絵コンテ）

2008年
- 【俗・】さよなら絶望先生（絵コンテ・演出・原画）
- ひだまりスケッチ×365（演出）
- ef - a tale of melodies.（絵コンテ・第二原画）

2009年
- まりあ†ほりっく（絵コンテ・演出）
- 【懺・】さよなら絶望先生（絵コンテ）
- 化物語 （絵コンテ・演出・演出協力・原画）

2010年
- 荒川アンダー ザ ブリッジ（絵コンテ・演出）
- それでも町は廻っている（絵コンテ・演出・原画）
- 荒川アンダー ザ ブリッジ×ブリッジ（絵コンテ）

2011年
- 魔法少女まどか☆マギカ（OP絵コンテ・OP演出）
- 電波女と青春男（絵コンテ・演出・原画）

2012年
- 偽物語 （シリーズディレクター・絵コンテ・演出・原画）
- 猫物語（黒） （監督・絵コンテ・演出・原画）

2013年
- 〈物語〉シリーズ セカンドシーズン （-2014年、監督・絵コンテ・演出・原画）

2014年
- 憑物語（監督・絵コンテ・演出・原画）

2015年
- 終物語（監督・絵コンテ・演出）

2016年
- 3月のライオン（演出）

2019年
- キャロル&チューズデイ（絵コンテ）
- あひるの空（絵コンテ）

2021年
- ゴジラ S.P ＜シンギュラポイント＞（絵コンテ）
- ヴァニタスの手記（監督・絵コンテ・ED演出）

2022年
- よふかしのうた（監督・絵コンテ・演出補佐・ED絵コンテ・ED演出・原画）

2025年
- よふかしのうた Season2（監督・絵コンテ・ED演出）

### 劇場アニメ
2005年
- 劇場版ポケットモンスター アドバンスジェネレーション ミュウと波導の勇者 ルカリオ （動画）

2006年
- 劇場版 どうぶつの森 （動画）

2007年
- 劇場版ポケットモンスター ダイヤモンド&パール ディアルガVSパルキアVSダークライ （動画）

2012年
- 劇場版 魔法少女まどか☆マギカ [前編] 始まりの物語・[後編] 永遠の物語 （OP絵コンテ・OP演出）

### Webアニメ
2016年
- 暦物語（監督・演出）iOS、Android向けアプリで配信の短編アニメーション

2020年
- SUPER SHIRO（コンテ）